# Tupolev Tu-70
O Tupolev Tu-70 (Designação NATO: Cart) foi uma versão de passageiros do bombardeiro soviético Tu-4 (que por sua vez era uma cópia de engenharia reversa do norte-americano Boeing B-29 Superfortress) projetado imediatamente após o fim da Segunda Guerra Mundial. Ele utilizava vários componentes dos Boeing B-29 que haviam feito pousos de emergência na União Soviética após ficar sem combustível após bombardear o Japão. Esta aeronave inaugurou a fuselagem pressurizada na União Soviética e voou pela primeira vez em 27 de Novembro de 1946. A aeronave foi testada com sucesso e recomendada para produção em série, mas não acabou sendo produzido por ordens militares e pelo fato da Aeroflot não ter interesse em tal aeronave.

## Projeto e desenvolvimento
Após o projeto básico do bombardeiro Tu-4 ter sido finalizado, a Tupolev decidiu projetar uma versão de passageiros com uma cabine pressurizada. Esta versão utilizaria tantos componentes quanto possível em comum com o Tu-4 para reduzir o custo e reduzir o tempo de projeto. Era uma aeronave de asa baixa, cantilever monoplano com trem de pouso triciclo, motorizado com quatro motores radiais Shvetsov ASh-73TK. Os trabalhos de projeto de um protótipo se iniciaram em Fevereiro de 1946 e o Conselho de Ministros da União Soviética confirmou o pedido de um único protótipo no mês seguinte. 
Para acelerar a construção do protótipo, uma quantia de componentes utilizados foram de dois B-29. Estes componentes incluíam os painéis externos da asa, as tampas dos motores, os flaps, o trem de pouso, a cauda e alguns equipamentos internos. A seção central da asa foi modificada para uma configuração mais convencional. Três configurações diferentes foram propostas para a cabine: uma versão VIP para o governo, uma versão de classe mista para 40 a 48 passageiros e outra versão com 72 assentos. É provável que o protótipo tenha sido construído na configuração de classe mista, mas isso não pode ser confirmado.
O Tu-70 foi finalizado em Outubro de 1946, mas não realizou seu primeiro voo até o dia 27 de Novembro. Iniciou os testes do fabricante em Outubro, mas um fogo no motor durante o quarto voo fez com que a aeronave sofresse um incidente. O motivo do fogo foi uma falha no projeto do sistema de controle do supercompressor americano, mas identificar e corrigir o problema atrasou o projeto e os testes de voo foram realizados até Outubro de 1947. A aeronave foi redesignada como Tu-70 quando passou pelos testes do estado, que foram concluídos em 14 de Dezembro. Ele cumpria todas as especificações do projeto, mas não foi aceito para produção pois todas as fábricas estavam produzindo outras aeronaves com maior prioridade e pelo fato de a Aeroflot não ter interesse neste tipo de aeronave, estando satisfeita com os aviões comerciais Lisunov Li-2 e Ilyushin Il-12.
A aeronave foi enviada para o NII VVS (em russo:  Научно-Исследовательский Институт Военно-Воздушних Сил – Instituto de Pesquisa Científica da Força Aérea) para avaliação como uma aeronave para transporte militar em Dezembro de 1951. Foi utilizada na sequência para uma variedade de testes antes de ser destruída em 1954. Seu projeto foi modificado para uma aeronave de transporte militar, conhecida como Tupolev Tu-75, mas esta por sua vez também não entrou em produção.